# Cinnamomum thorelii
Cinnamomum thorelii là loài thực vật có hoa trong họ Nguyệt quế. Loài này được Lecomte miêu tả khoa học đầu tiên năm 1913.